# 1. VfL Potsdam
El 1. VfL Potsdam es un club de balonmano alemán de la ciudad de Postdam.
Logró el ascenso por primera vez en su historia a la Liga de Alemania de balonmano en la temporada 2023-24.

## Plantilla 2024-25
|  | Porteros - 01 Frederick Höler - 12 Martin Tomovski - 77 Mark Ferjan Extremos izquierdos - 06 Marvin Siemer - 27 Nils Fuhrmann Extremos derechos - 14 Max Günther - 19 David Cyrill Akakpo Pívots - 05 Josip Šimić - 23 Sergey Gorpishin - 35 Nicholas Schley | Laterales izquierdos - 02 Emil Hansson - 13 Ole Schramm - 99 Marko Katic Centrales - 10 Elias Kofler - 22 Maxim Orlov - 28 Marvin Kix Laterales derechos - 07 Nicolas Paulnsteiner - 17 Jannek Klein |